# Фернандо IV
Фернандо IV (ісп. Fernando IV, 6 грудня 1285 —7 вересня 1312) — король Кастилії, Астурії, Хаєну, Мурсії у 1296—1312 роках, король Леону, Галісії та Севільї у 1295 і 1301—1312 роках. Представник кастильської Бургундської династії. Прізвисько — Звинувачений (ісп. el Emplazado).

## Біографія

### Молоді роки
Походив з Бургундської династії. Син Санчо IV, короля Кастилії і Леону, та Марії де Моліна. Фердинанду було 9 років, коли він став королем. Після смерті Санчо IV країну роздирали міжусобиці. Значна частина міст і знаті не визнавали Марію де Моліну регенткою при малолітньому королі, а частина королівсько] рідні оголосила її незаконною дружиною Санчо IV (на підставі того, що доводилася королю двоюрідною сестрою), а Фернандо IV — незаконним королем. На трон претендував стрийко інфант Хуан, який 1296 року коронувався королем Леону, Галісії та Севільї.
Двоюрідний дід інфант Енріке повернувся з вигнання і домагався регентства. За підтримки дворянських сімей Лара і Гаро, а також королів Франції і Арагона трону домагався Альфонсо де ла Серда, двоюрідний брат малого короля.
Португальський король Дініш I і Мухаммад II, емір Гранади, підтримали заколотників, сподіваючись захопити прикордонні області. Найбільш запекле протистояння тривало протягом 1296—1297 років.
Втім завдяки розуму і твердості королеви-матері розвалу держави вдалося уникнути. З королем Португалії 1297 року було укладено мир ціною втрати прикордонних областей. При цьому Фернандо IV був заручений з донькою Дініша I, а старша сестра кастильського короля віддана в дружини португальському інфанту. У внутрішній політиці королева-мати намагалася заручитися підтримкою міст і кортесів. Вона зменшила податі і скасувала важкий податок на хліб.
У 1299 році Марія де Моліна схилила на свій бік дона Енріке, допустивши його до управління державою та надавши низку міст. У 1300 року мати короля переконала папу римського Боніфація VIII визнати її шлюб з Санчо IV законним (була вийшла 1301 року). Тим самим зникли формальні передумови не визнавати Фернандо IV королем, і інфант Хуан був змушений зректися леонського трону й присягнути королю у Вальядоліді.
У 1301 році було укладено почесний мир з Арагонським королівством. З Альфонсом де ла Сердою замиритися не вдалося, але він був занадто млявий, щоб домогтися успіхів у війні за владу.

### Панування
У 1302 році при підбурюванні інфанта Хуана, король зажадав від матері звіту про використання скарбниці, а потім зовсім усунув від державних справ. Тоді розгардіяш у державі розпочався знову. Відновив війну Альфонсо де ла Серда, а Хайме II, король Арагону висунув претензії на Мурсію, завойовану його батьком, але віддану Кастилії. Того ж року відбулося весілля короля з португальською інфантою.
Фернандо IV у 1303 році звернувся за допомогою до Дініша I Португальського, щоб той став посередником у суперечці між ворогуючими партіями. Але той відмовився, чим намагався скористатися інфант Хуан, проте невдало. З 1304 року інфант Хуан втрутив короля до суперечки навколо спадкування Біскайї.
1305 року в Кампільо відбувся третейський суд, на якому король Дініш I, інфант Хуан і єпископ Сарагоси постановили залишити західну частину колишнього емірату Мурсії зі столицею за Кастилією, а східну (на північ від річки Сегура) — віддати Арагону. Альфонсо де ла Серда повинен був відмовитися від претензій на трон в обмін на кілька нових володінь. Хайме II погодився з рішенням суду, а Альфонсо — немає, і був змушений виїхати до Франції, його син згодом прийняв умови угоди і став кастильським грандом.
Але навіть і після цього заворушення в країні не припинилися. Фернандо IV і інфант Хуан постійно сварилися між собою, через що не була доведена до кінця жодна кампанія проти маврів. В 1309 році кастильські та арагонські війська взяли в облоги мусульманські міста Альмерію, Гібралтар і Альхесірас, але дон Хуан посварився з головами родів Лара і Гаро. Військові дії довелося припинити, обмежившись заняттям двох фортець — Гібралтару і Алгекіри.
Незабаром Хуан почав готувати новий заколот. У відповідь на це у 1311 році король вирішив вбити стрийка в м. Бургос. Але змова завдяки Марії де Моліна була розкрита, що спричинило заворушення серед галісійської та леонської знаті. Климент V  доручив чотирьом іспанським єпископам розслідувати цю справу, але Фернандо IV не дожив до кінця процесу. Ранком 7 вересня 1312 року його було виявлено в своєму ліжку мертвим. Причини його смерті залишилися загадкою.
Відповідно до заповіту при малолітньому синові Альфонсо утворювалася регентська рада з числа родичів.

## Сім'я
Дружина — Констанція, донька Дініша I, короля Португалії
Діти:
- Альфонсо XI (1311—1350), король у 1312—1350 роках
- Леонора (1307—1359), дружина Альфонсо IV, короля Арагону
- Констанція (1308—1310)